# Lilli Lehmann
Lilli Lehmann (24. listopadu 1848 Würzburg – 17. května 1929 Berlín, celým jménem Elisabeth Maria Lehmann) byla německá operní zpěvačka (soprán) a pěvecká pedagožka. Její matka byla židovská zpěvačka Maria Theresia Löw (Heidelberg 1809 – Berlín 1885), jež byla vdána za tenoristu Karla Augusta Lehmanna (?–?). Její sestra Marie Lehmann (1851–1931) byla rovněž sólovou sopranistkou dvorní opery ve Vídni.

## Život
Lilli Lehmann měla svůj pěvecký debut v Praze. Od roku 1870 pracovala v berlínské Dvorní opeře a v letech 1885–1889 a 1891–1892 v Metropolitní opeře v New Yorku. Byla věhlasnou wagnerovskou a mozartovskou zpěvačkou. V roce 1901 se stala spoluzakladatelkou Salcburských slavností. Roku 1916 založila Lilli Lehmann Letní akademii na konzervatoři Mozarteum, která je dnes organizována pod záštitou University Mozarteum, jež je se svými více než 60 odbornými kurzy jednou z největších a nejrenomovanějších institucí svého druhu na světě. K jejím žákům patří např. Gustav Zeitzschel.
Lilli Lehmann se vdala za tenoristu Paula Kalische (1855–1946), syna Davida Kalische. Byla sestrou mezzosopranisky Marie Lehmann (1851–1931).
Její hrob se nachází berlínském hřbitově Dahlem.

## Dílo

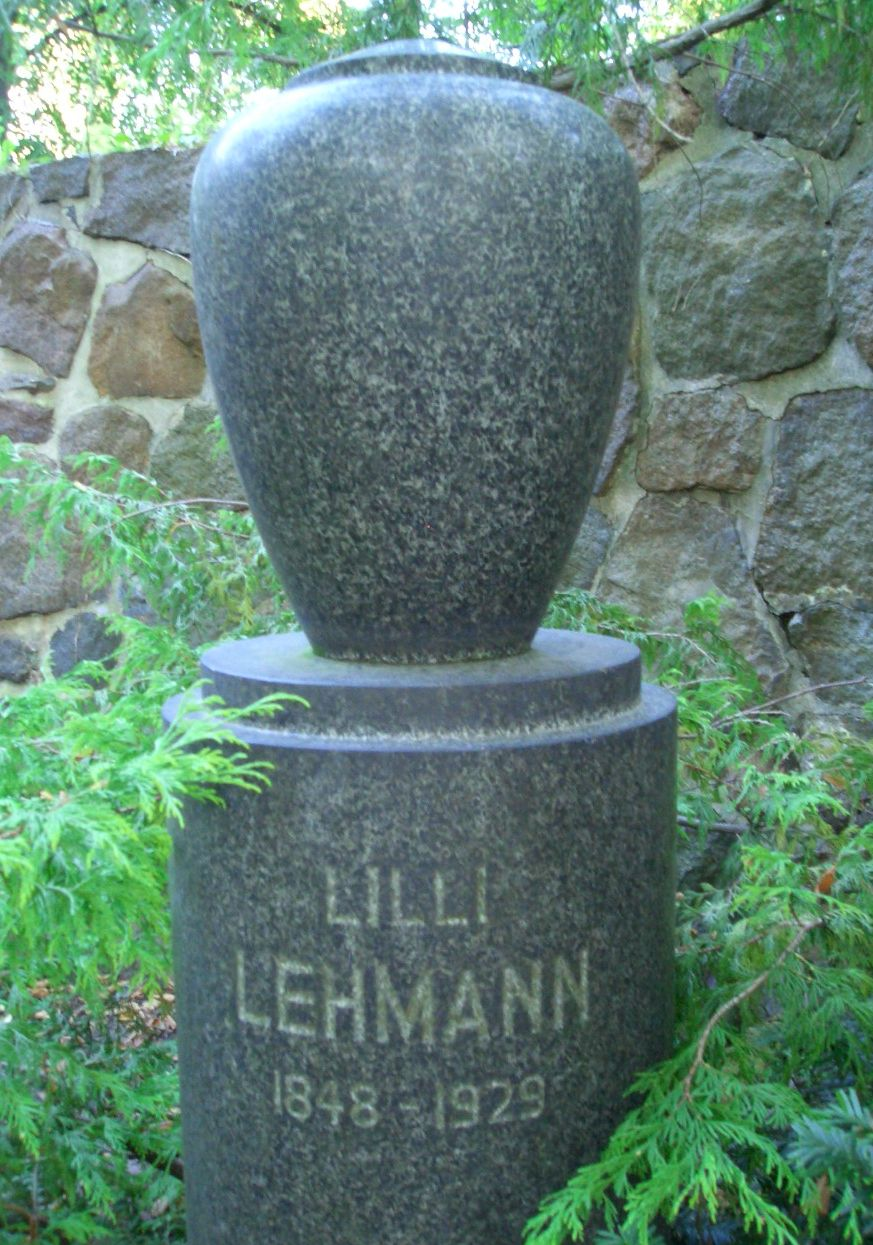
Hrobka Lilli Lehmannové na hřbitově Dahlem

- Meine Gesangskunst (Učebnice) (angl. How to sing, 1902)